# Rejon ustyniwski
Rejon ustyniwski – jednostka administracyjna wchodząca w skład obwodu kirowohradzkiego Ukrainy.
Rejon utworzony w 1923, ma powierzchnię 942 km² i liczy około 12 454 mieszkańców. Siedzibą władz rejonu jest Ustyniwka.
Na terenie rejonu znajdują się 1 osiedlowa rada i 14 silskich rad, obejmujących w sumie 35 wsi.

## Miejscowości rejonu
- (Березівка)
- (Березуватка)
- (Брусівка)
- (Димитрове)
- (Докучаєве)
- (Ганно-Леонтовичеве)
- (Ганно-Требинівка)
- (Інгульське)
- (Козлівське)
- (Костянтинівка)
- (Криничне)
- (Криничуватка)
- (Ленінка)
- (Любовичка)
- (Мала Ганнівка)
- (Мальчевське)
- (Мар'янівка)
- (Медвежа Балка)
- (Медове)
- (Нариманівка)
- (Новокиївка)
- (Новоустинівка)
- (Новочигиринка)
- (Олександрівка)
- (Орлова Балка)
- (Переможне)
- (Садки)
- (Седнівка)
- (Селіванове)
- (Сонцеве)
- (Степанівка)
- (Тирлова Балка)
- (Третій Інтернаціонал)
- Ustyniwka (Устинівка)
- (Завтурове)
- (Жовтневе)